# خوان فرانسيسكو سارستي جاراميلو
خوان فرانسيسكو سارستي جاراميلو (30 يوليو 1938 - 25 فبراير 2021) كان رئيس أساقفة كولومبيا للروماني الكاثوليكي.

## السيرة الشخصية
وُلد سارستي جاراميلو في كالي بكولومبيا ورُسم في الكهنوت عام 1963. شغل منصب الأسقف الفخري لإيغارا وأسقفًا مساعدًا لأبرشية الروم الكاثوليك في كالي بكولومبيا من عام 1978 إلى عام 1983. ثم شغل منصب أسقف الكنيسة الكاثوليكية الرومانية في أبرشية الروم الكاثوليك في بارانكابيرميخا في كولومبيا من 1983 إلى 1993 ورئيس أساقفة أبرشية الروم الكاثوليك في إيباغي كولومبيا من 1993 إلى 2002. شغل منصب رئيس أساقفة أبرشية كالي من 2002 إلى 2011.
توفي سارستي جاراميلو من مضاعفات كوفيد 19 في مسقط رأسه في كالي خلال الجائحة في كولومبيا في 25 فبراير 2021، عن عمر يناهز 82 عامًا.